# Karl Howald

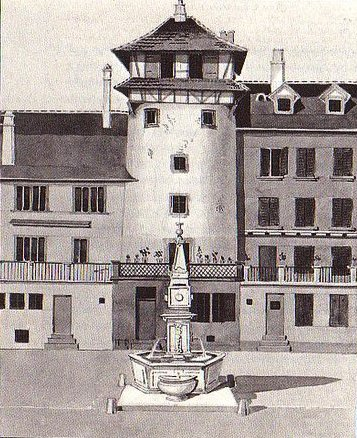
Der Holländerturm, Aquarell um 1851

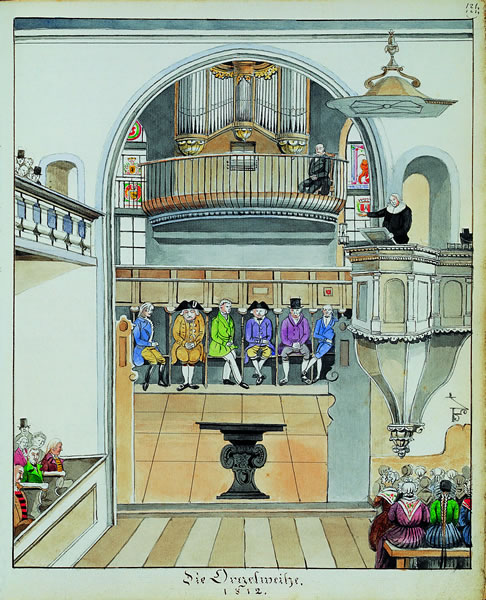
Orgelweihe in der Nydeggkirche durch Jeremias Lorza 1812, Zeichnung

Karl Howald (* 31. März 1796 in Bern; † 28. November 1869 in Sigriswil) war ein konservativer Schweizer Pfarrer und Chronist.

## Leben
Karl Howald, der Sohn eines Schreibmeisters, ging zunächst auf das Gymnasium (auch: Grüne Schule) und maturierte 1814 an der Kunstschule von Bern. Nach einem Studium der Theologie und Philosophie an der Akademie von Bern und der Akademie von Lausanne erhielt er 1821 die Ordination zum reformierten Pfarrer. Von 1821 bis 1831 war er Sekretär der bernischen Bibelgesellschaft und von 1821 bis 1833 Prediger am Inselspital. 1825 reiste er nach Paris zu Philipp Albert Stapfer und 1827 nach Italien. Von 1833 bis 1869 war er Pfarrer in Sigriswil.
Sein zumeist handschriftlicher Nachlass wird heute in der Burgerbibliothek Bern aufbewahrt und enthält eine Fülle von Notizen und Exzerpten in 16 Bänden, die mit zahlreichen Federzeichnungen illustriert sind. Seine sechsbändige Chronik der Berner Brunnen (Die Brunnen zu Bern) enthält neben vielem weiteren Material auch eine sprachgeschichtlich bedeutsame Nachschrift einiger berndeutscher Vorlesungen von Niklaus Blauner.
Notar Howald, Karl Howalds Sohn, setzte 1888 das Testament von Heinrich Philipp Loesch auf, in welchem dieser seinen Nachlass dem Unterhalt der Berner Brunnen widmete.

## Werke
- Die Brunnen zu Bern, 6 Bände
- Sigrisweiler Chronik, 7 Bände, 1844–69
- Mémoires